# Ernst Purschian

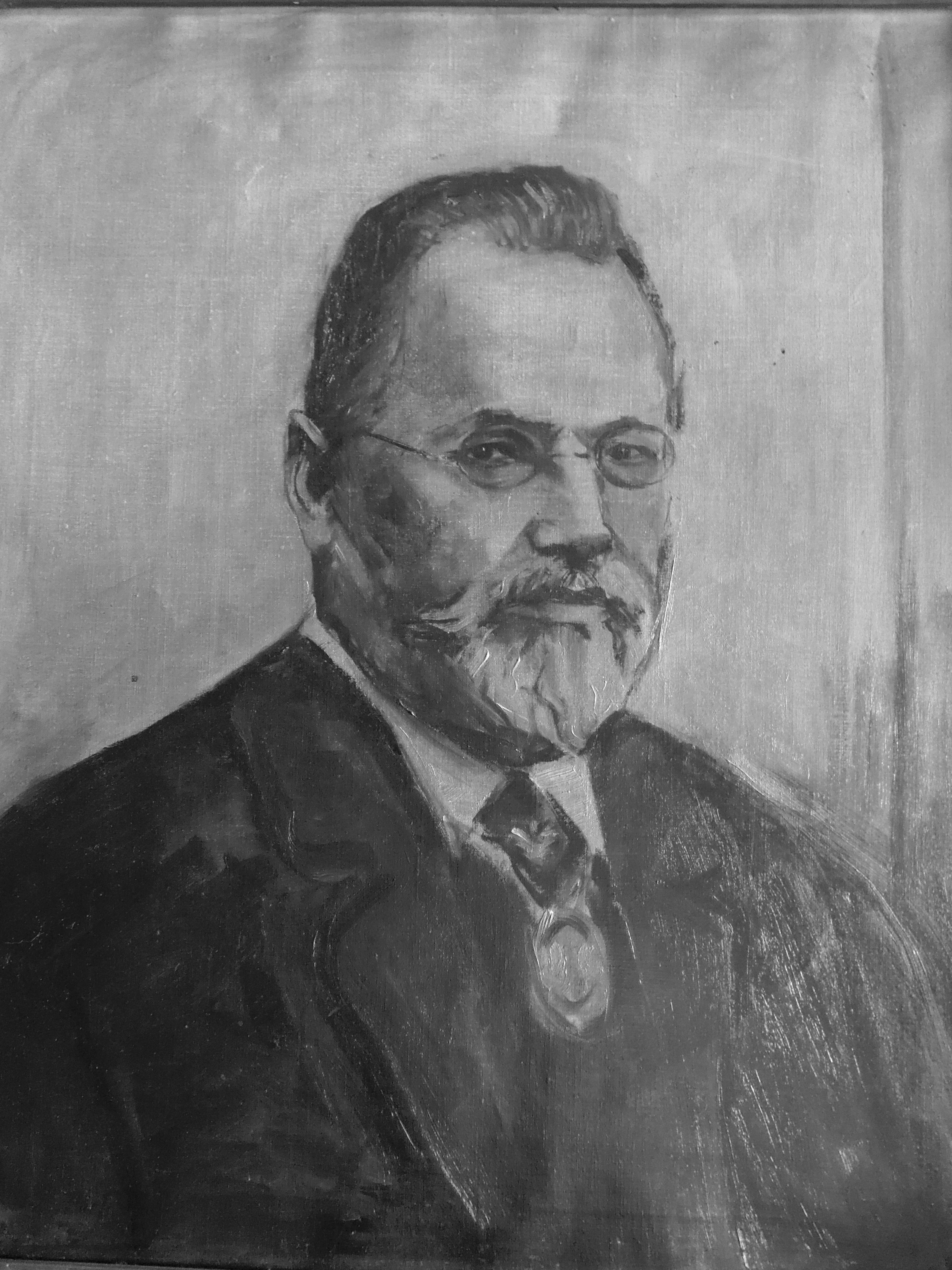
Ernst Purschian

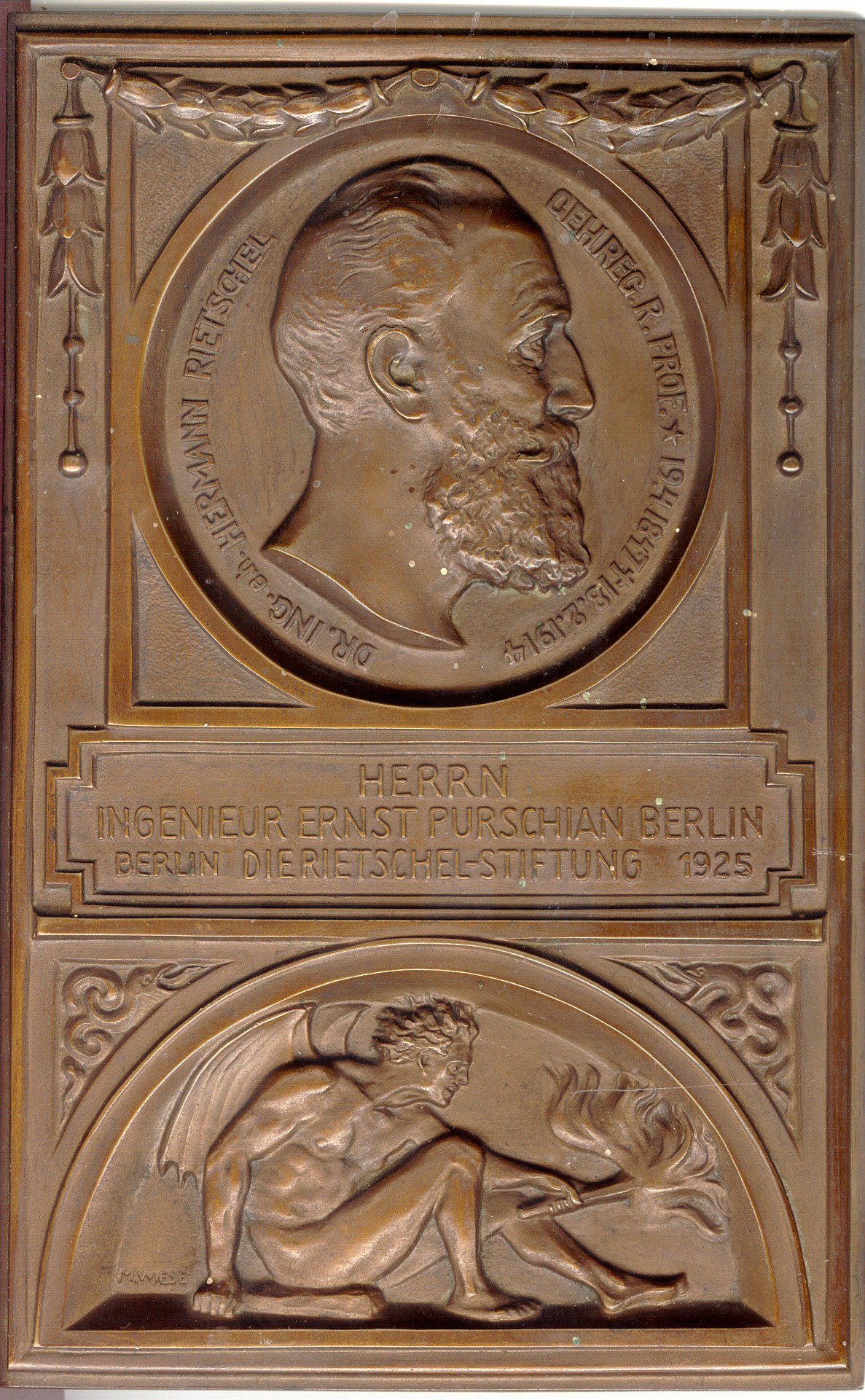
Rietschel-Plakette

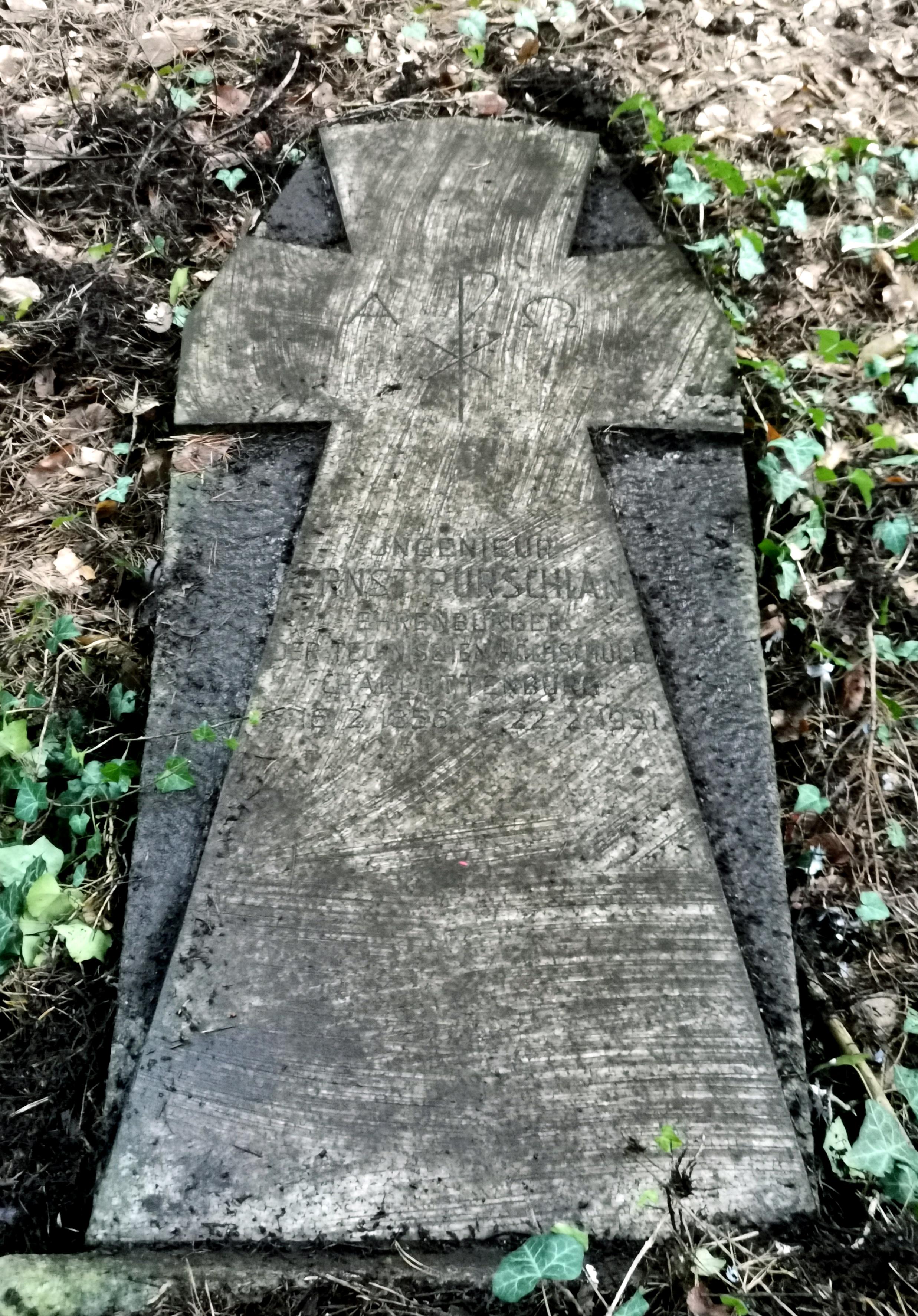
Grabstelle auf dem Parkfriedhof Berlin-Lichterfelde, Abt. Im Walde

Ernst Purschian (* 16. Februar 1856 in Dresden; † 21. Februar 1931 in Berlin) war ein deutscher Ingenieur mit dem Schwerpunkt Heizung und Lüftung.

## Leben
Purschian war der Sohn von Ernst Ferdinand Purschian und seiner Ehefrau Marie Luisa geb. Schäme. Er besuchte nach Beendigung seiner Schulzeit, im Anschluss an eine Maschinenbaulehre, in Dresden die Königliche Baugewerkschule. Danach studierte er an der Technischen Hochschule. Seine Ingenieurlaufbahn begann bei der Firma Emil Kelling in Dresden. Anfang 1880 übernahm er deren Filiale in Berlin. Die Firma Emil Kelling war zu der Zeit eine der führenden Firmen im Heizungs- und Lüftungsbau. Nach dem Tode von Emil Kelling übernahm er die Firma. Noch von Dresden aus leitete Purschian die umfangreiche Ausführungsarbeit der Heizungs- und Lüftungsanlage im Justizpalast in Wien. Ein weiterer Schwerpunkt seiner Tätigkeit war die Beheizung und vornehmlich die Belüftung großer Theater, darunter des Theaters des Westens in Berlin, ferner der Theater in Rostock, Nürnberg, Freiburg-Brsg., Kiel und Thorn. Auch auf dem Gebiet der Abwärmeverwertung und Stadtheizungen (z.Bsp. in Leipzig) war er tätig.
Ernst Purschian war jahrzehntelang der ständige Berater des preußischen Ministerialdirektors Uber und seines Nachfolgers Schindowski tätig.
Ferner war er vereidigter Sachverständiger bei der Industrie und Handelskammer.
Ernst und Gabriela Purschian sind die Eltern der Malerin Doramaria Purschian.

## Haltung zur Wirtschafts- und Sozialpolitik
Ernst Purschian war Gründungsmitglied des Verbandes der Centralheizungs-Industrie e.V., heute VdZ e.V. Jahrelang war er Mitglied des Technischen Ausschusses im Verein zur Förderung des Gewerbefleißes. Bei der Entstehung des „November-Abkommens“ von Arbeitgeberverbänden und Gewerkschaften vom 15. November 1918 war er beteiligt, unter anderen mit Stinnes, Ernst von Borsig und Werner von Siemens. Er gehörte der Reichsforschungsgesellschaft für Wirtschaftlichkeit im Bau- und Wohnungswesen, der Arbeitsgemeinschaft für Brennstoffersparnis Berlin, dem Fachnormenausschuss für Heizungen sowie dem Ausschuss für Kongresse für Heizung und Lüftung an.

## Ehrungen
Für seine Verdienste um die Entwicklung des Heizungs- und Lüftungsfaches verlieh ihm 1925 das Kuratorium der Hermann-Rietschel-Stiftung das Rietschel-Diplom und die Rietschel-Plakette.
Die Technische Hochschule Berlin, heute Technische Universität Berlin, ernannte ihn 1926 zum Ehrenbürger.